# سوم الشرف (ذي السفال)

تعديل مصدري - تعديل

سوم الشرف محلة تابعة لقرية العداني، التابعة لعزلة العداني بمديرية ذي السفال إحدى مديريات محافظة إب في الجمهورية اليمنية، بلغ تعداد سكانها 82 حسب تعداد اليمن لعام 2004.